# Almudena Muñoz Martínez
Almudena Muñoz Martínez (València, 4 de novembre de 1968) és una judoka valenciana, ja retirada, guanyadora d'una medalla olímpica d'or.
Va participar, als 23 anys, en els Jocs Olímpics d'Estiu de 1992 celebrats a Barcelona (Catalunya), on va aconseguir guanyar la medalla d'or en la prova femenina del pes semi lleuger (-52 kg.). En els Jocs Olímpics d'Estiu de 1996 realitzats a Atlanta (Estats Units) finalitzà en cinquena posició d'aquesta mateixa categoria, guanyant un diploma olímpic.
Al llarg de la seva carrera ha guanyat una medalla de plata en el Campionat del Món de judo, una medalla d'or en el Campionat d'Europa i una medalla de bronze en els Jocs del Mediterrani.

## Premis, reconeixements i distincons
- Medalla de Oro de la Real Orden del Mérito Deportivo, otorgada por el Consejo Superior de Deportes (1994)